# Selanegara (Sumpiuh)
Selanegara is een bestuurslaag in het regentschap Banyumas van de provincie Midden-Java, Indonesië. Selanegara telt 5312 inwoners (volkstelling 2010).